# Бронаф (Міссурі)
Бронаф (англ. Bronaugh) — місто (англ. city) в США, в окрузі Вернон штату Міссурі. Населення — 163 особи (2020).

## Географія
Бронаф розташований за координатами 37°41′39″ пн. ш. 94°28′7″ зх. д. / 37.69417° пн. ш. 94.46861° зх. д. (37.694116, -94.468513).  За даними Бюро перепису населення США в 2010 році місто мало площу 0,75 км², з яких 0,74 км² — суходіл та 0,00 км² — водойми.

## Демографія
Згідно з переписом 2010 року, у місті мешкало 249 осіб у 83 домогосподарствах у складі 64 родин. Густота населення становила 334 особи/км².  Було 107 помешкань (143/км²).
Расовий склад населення:
| - 96,0 % — білих - 0,4 % — чорних або афроамериканців - 0,4 % — азіатів |

До двох чи більше рас належало 3,2 %. Частка іспаномовних становила 1,6 % від усіх жителів.
За віковим діапазоном населення розподілялося таким чином: 33,7 % — особи молодші 18 років, 57,1 % — особи у віці 18—64 років, 9,2 % — особи у віці 65 років та старші. Медіана віку мешканця становила 31,3 року. На 100 осіб жіночої статі у місті припадало 96,1 чоловіків;  на 100 жінок у віці від 18 років та старших — 91,9 чоловіків також старших 18 років.
Середній дохід на одне домашнє господарство  становив 39 035 доларів США (медіана — 27 500), а середній дохід на одну сім'ю — 46 258 доларів (медіана — 32 045). За межею бідності перебувало 33,8 % осіб, у тому числі 59,5 % дітей у віці до 18 років та 0,0 % осіб у віці 65 років та старших.
Цивільне працевлаштоване населення становило 64 особи. Основні галузі зайнятості: освіта, охорона здоров'я та соціальна допомога — 21,9 %, сільське господарство, лісництво, риболовля — 15,6 %, виробництво — 10,9 %, транспорт — 9,4 %.